# Edmondo Lorenzini
Edmondo Lorenzini (Ancona, 3 settembre 1937 – 12 agosto 2020) è stato un calciatore italiano, di ruolo difensore.

## Carriera
Terzino o libero, è cresciuto nelle giovanili della Virtus Spoleto, approdando in Serie B nel 1958 alla Sambenedettese, con cui disputa due campionati cadetti.
Nel 1960 viene acquistato dal Bologna. Dopo una stagione nella quale non riesce ad affacciarsi in prima squadra, riesce ad ottenere 12 presenze come rincalzo difensivo. Scende invece in campo 18 volte nell'annata 1962-1963, chiusa dai rossoblu al quarto posto, durante la quale si alterna nel ruolo di terzino con Capra, Furlanis e Pavinato. Nella stagione successiva, quella del settimo scudetto dei felsinei il contributo di Lorenzini è limitato a sole due presenze.
A fine stagione viene ceduto al Brescia, con cui conquista la vittoria del campionato di 1964-1965, ma non segue i lombardi in massima serie, restando in B con la maglia del Catanzaro. Dopo tre stagioni fra i cadetti coi calabresi, nell'autunno 1968 scende in Serie D per militare nel Sorrento. In Campania, dove viene utilizzato in prevalenza come libero, ottiene una doppia promozione dalla Serie D alla Serie B, disputando il campionato cadetto nella stagione 1971-1972, concluso con la retrocessione. Disputa col Sorrento anche l'annata successiva in Serie C, per poi abbandonare il calcio ad alto livello.
In carriera ha totalizzato complessivamente 32 presenze in Serie A, realizzando la rete del successo esterno del Bologna contro il Mantova della stagione 1962-1963.

## Palmarès

### Club

#### Competizioni nazionali
- Campionato italiano: 1

Bologna: 1963-1964
- Serie B: 1

Brescia: 1964-1965
- Serie C: 1

Sorrento: 1970-1971
- Serie D: 1

Sorrento: 1968-1969